# La Vall d'Alcalà
la Vall d'Alcalà (em valenciano e oficialmente) ou Valle de Alcalá  (em castelhano) é um município da Espanha na província de Alicante, Comunidade Valenciana. Tem 24,4 km² de área e em 2021 tinha 163 habitantes (densidade: 6,7 hab./km²).

## Demografia
| Variação demográfica do município entre 1991 e 2004 | Variação demográfica do município entre 1991 e 2004 | Variação demográfica do município entre 1991 e 2004 | Variação demográfica do município entre 1991 e 2004 |
| --------------------------------------------------- | --------------------------------------------------- | --------------------------------------------------- | --------------------------------------------------- |
| 1991                                                | 1996                                                | 2001                                                | 2004                                                |
| 174                                                 | 186                                                 | 166                                                 | 167                                                 |